# (73846) 1996 RB12
(73846) 1996 RB12 – planetoida z pasa głównego asteroid okrążająca Słońce w ciągu 3,23 lat w średniej odległości 2,18 j.a. Odkryta 8 września 1996 roku.